# Assassin's Creed (videoigra)
Assassin's Creed je akcijsko-pustolovska videoigra, ki jo je razvilo podjetje Ubisoft Montreal, izdal pa Ubisoft. To je prvi del serije Assassin's Creed. Igra je bila  za PlayStation 3 in Xbox 360 izdana novembra 2007, aprila 2008 pa je bila na voljo tudi za Microsoft Windows.
Dogajanje je postavljeno v izmišljeno zgodovino resničnih dogodkov, ki se odvijajo predvsem med tretjo križarsko vojno v Sveti deželi leta 1191. Igralčev lik je sodobni moški po imenu Desmond Miles, ki s pomočjo naprave, imenovane »Animus«, podoživlja genetske spomine svojega prednika Altaïra Ibn-La'Ahada. S pomočjo tega zapleta se razkrijejo podrobnosti o tisočletnem boju med dvema frakcijama: bratovščino asasinov (po vzoru resničnega reda asasinov), ki se bori za ohranitev miru in svobodne volje, ter redom templjarjev (po vzoru vojaškega reda templjarjev), ki meni, da je za ohranitev miru potreben nadzor. Obe frakciji se borita za močne artefakte skrivnostnega izvora, znane kot »koščki raja« (Pieces of Eden), da bi pridobili prednost drug pred drugim. Zgodba iz 12. stoletja spremlja asasina Altaïra, ki se odpravi na pot, da bi si povrnil čast, potem ko mu ni uspelo templjarjem vrniti enega od takšnih artefaktov; to stori tako, da poišče in ubije devet tarč v Sveti deželi. Igra vključuje odprt svet s štirimi mesti—Masjafom, Jeruzalemom, Ako in Damaskom—in se osredotoča na uporabo Altaïrovih sposobnosti bojevanja, zvitosti in parkourja za premagovanje sovražnikov in raziskovanje okolja.
Igra je bila na splošno pozitivno sprejeta, saj so kritiki pohvalili njeno pripovedovanje zgodbe, vizualno podobo, umetniško oblikovanje in izvirnost, čeprav so ji očitali tudi ponavljajočo se naravo igranja. Assassin's Creed je na sejmu E3 leta 2006 prejel več nagrad, po izidu pa tudi več nagrad ob koncu leta. Iz igre sta nastali dve izpeljanki: Assassin's Creed: Altaïr's Chronicles (2008) in Assassin's Creed: Bloodlines (2009), ki izključujeta sodobni vidik in se v celoti osredotočata na Altaïra. Neposredno nadaljevanje, Assassin's Creed II, je izšlo novembra 2009. Nadaljevanje nadaljuje sodobno zgodbo Desmonda, vendar uvaja novo zgodbo, postavljeno v čas italijanske renesanse konec 15. stoletja, in novega glavnega junaka, Ezia Auditoreja da Firenze. Od izida in uspeha igre Assassin's Creed II so izšle številne igre z različnimi drugimi asasini in časovnimi obdobji.
Zgodbo je navdihnil roman Alamut slovenskega pisatelja Vladimirja Bartola.

## Igranje
Igra se dogaja v odprtem svetu. Igralec se lahko prosto sprehaja po mestih ter podeželju, lahko pa sledi glavni zgodbi. Ta ga pripelje v različna mesta, kjer opravlja podnaloge, ki mu pomagajo dokončati osrednjo zgodbo. Računalniški liki se do njega obnašajo glede na preteklo obnašanje. Med igranjem lahko hodi po cesti ali pa skače po strehah. Skriva se lahko na več načinov, od sovpadanja z množico, do skakanja v kupe sena ter strešne vrtove.